# 國際刑事法院在阿富汗的調查
國際刑事法院在阿富汗的調查於2020年3月5日获授權正式展開，是針對自阿富汗戰爭以來當地出現過的戰爭罪行，以及美國軍隊及中央情報局在阿富汗、波蘭、羅馬尼亞或立陶宛所曾犯下過的相關戰爭罪行。

## 調查經過
2016年，時任國際刑事法院首席檢察官法圖·本蘇達完成對阿富汗的初步調查報告，指有證據顯示美軍涉嫌在阿富汗犯下的戰爭罪行。
2017年11月20日至2018年1月31日，國際刑事法院收集了受害者的申述，指控塔利班、阿富汗國家安全部隊、美軍曾在阿富汗犯下了危害人類罪和戰爭罪。並且指有證據顯示美國中央情報局曾在波蘭、羅馬尼亞和立陶宛設立秘密羈押中心，並對相關人士犯下類似戰爭罪行。 另外，在阿富汗的其他多國部隊也在調查之中。
2019年4月5日，美國吊銷了國際刑事法院首席檢察官的簽證，時任國務卿龐培歐威脅國際刑事法院如果不改變調查方向，美國將採取經濟制裁。國際刑事法院發聲明表示將會「不受影響地繼續其工作」。
2019年4月12日，國際刑事法院首席檢察官法圖·本蘇達正式提出立案調查，但被駁回。理由是因為阿富汗和美國當局不合作，因此成功起訴的機會很低。
2020年3月5日，在經過上訴後國際刑事法院授權重啟調查，法官彼得·霍夫曼斯基（Piotr Hofmański）表示因為阿富汗是《羅馬規約》的締約國，所以法院擁有管轄權，另外初步調查顯示有合理理由相信在阿富汗曾出現戰爭罪行。
2020年6月11日，美國總統特朗普簽署第13928號行政命令，對國際刑事法院的律師、調查人員，以及提供戰爭罪行證據的記者實施經濟制裁和簽證旅行限制。蓬佩奧聲稱國際刑事法院是一個「袋鼠法庭」。聯合國人權事務高級專員辦事處對美國制裁措施表示遺憾。人權組織及歐盟對美國的行動表達「嚴重關切」。國際刑事法院聲明說，華府此舉是「對國際刑事法院一連串空前攻擊行為的最新一例。這些攻擊造成局勢升溫，試圖妨害法治和國際刑事法院司法程序的舉動令人無法接受」。
2020年9月2日，美國宣佈制裁國際刑事法院首席檢察官法圖·本蘇達及ICC管轄權、互補和合作部門負責人莫喬喬科（Phakiso Mochochoko）。人權組織批評美國的制裁行為。國際刑事法院罕有發出代表整個法院的聯合聲明，形容制裁是干預司法獨立的手段，有關的脅迫行為是前所未有。德國等72國也發表聯合聲明支持國際刑事法院。
2021年9月27日，新上任的首席檢察官卡里姆·艾哈邁德·汗（Karim Ahmad Khan）指資源有限，因此決定縮小調查範圍，將重點放在塔利班和伊斯兰国上，排除調查美國軍隊和阿富汗前政府。這決定引發了廣泛的批評。